# Veritiv
Veritiv ist ein US-amerikanischer Großhandels- und Dienstleistungskonzern mit Sitz in Atlanta. Veritiv betreibt Handel mit grafischen Papieren und Verpackungsmaterial sowie Reinigungsprodukten, Masken, Handschuhen und Hygienetüchern. Weiterhin erbringt das Unternehmen Beratungs- und Entwicklungsdienstleistungen im Bereich der Produktverpackung und des Facilitymanagement. Veritiv unterhält rund 150 Distributionszentren in den USA, Kanada und Mexiko.
Das Unternehmen Veritiv entstand 2014 durch eine Fusion der Großhandelssparte von International Paper xpedx mit UWW Holdings, dem Mutterkonzern von Unisource Worldwide.